# Dictyna tarda
Dictyna tarda là một loài nhện trong họ Dictynidae.
Loài này thuộc chi Dictyna. Dictyna tarda được Joachim Schmidt miêu tả năm 1971.